# Henri de Bohun (1er comte de Hereford)
Pour les articles homonymes, voir Henri de Bohun et Bohun.
Pour les autres membres de la famille, voir Famille de Bohun.
Henri de Bohun (v. 1175 - 1er juin 1220), 1er comte de Hereford et Lord grand connétable d'Angleterre, fut un important baron anglo-normand.

## Biographie

### Famille
Henri de Bohun est le fils d'Humphrey (III) de Bohun († 1181), Lord grand connétable d'Angleterre, et de Marguerite de Huntingdon († 1200), princesse écossaise, ancienne duchesse consort de Bretagne par sa première union à Conan IV de Bretagne. Ses grands-parents maternels sont Henri de Northumberland, comte de Northampton, de Huntingdon et de Northumberland, fils du roi David Ier d'Écosse; et Ada de Warenne, fille de Guillaume II de Warenne, 2e comte de Surrey, et Isabelle de Vermandois, petite fille du roi Henri Ier de France. Ses grands-parents paternels sont Marguerite, fille de Miles de Gloucester, 1er comte de Hereford et Lord grand connétable d'Angleterre ; et Onfroy II de Bohun, sénéchal d'Henri Ier puis d'Étienne. La demi-sœur d'Henri est Constance, duchesse de Bretagne.

### Carrière
À la mort de son père en 1181, Henri de Bohun devint Lord grand connétable d'Angleterre. Cette charge avait été apportée dans la famille de Bohun par sa grand-mère Margaret († 1187), et son père en avait reçu la concession en 1174. Elle permet aussi aux Bohun de revendiquer le titre de comte de Hereford qui était dans sa famille. Jusqu'à la mort de cette dernière, Henri est sous sa garde, et c'est elle qui gère son héritage. Avant 1190, il obtient de contrôler ses terres, et en 1197, il obtient le contrôle de celles de sa grand-mère.
Peu après l'accession de Jean sans Terre au trône d'Angleterre (1199), il est créé comte de Hereford, le 28 avril 1200. Dans les années qui suivent, il est principalement occupé par une bataille judiciaire pour obtenir la restitution d'une partie des terres qui constituaient le douaire de sa mère.
En 1212, Guillaume de Longue-Épée, 3e comte de Salisbury et demi-frère du roi, revendique l'honneur de Trowbridge (dans le Wiltshire) qui appartient à Henri de Bohun. Le roi prend alors le contrôle de ces terres et autorise son demi-frère à lever l'écuage (un impôt foncier) de ses vassaux. Les relations de Bohun avec le roi s'en trouvent fortement compromises.
Bohun rejoint alors la rébellion contre le roi, et lors de l'établissement de la Magna Carta en 1215, il est parmi les 25 barons du conseil, établi par la clause 61, qui pouvaient à tout moment se réunir et annuler la volonté du roi, au besoin par la force en saisissant ses châteaux et ses biens. Pour cela, il est excommunié par le Pape.
Le roi saisit ses terres en juin 1215. Il réussit à en obtenir la restauration un an plus tard, à l'exception notable de Trowbridge. À la mort de Jean, il continue de soutenir Louis de France à qui les barons rebelles ont proposé le trône anglais. Il est capturé à la bataille de Lincoln en 1217. Il fait la paix avec le nouveau roi Henri III, et sa situation revient à la normale.
Le 1er juin 1220, Henry de Bohun meurt lors d'un pèlerinage en Terre sainte. Son fils, Humphrey de Bohun lui succède dans ses terres et au titre de comte de Hereford. Sa femme se remarie avec Roger de Dauntsey dans les années qui suivent. En 1227, elle hérite de son frère Guillaume FitzGeoffrey de Mandeville, et est donc comtesse d'Essex suo jure. Leur fils Humphrey obtient le titre de comte d'Essex peu après.

### Union et descendance
Avant 1199, Henri de Bohun épouse Maud de Mandeville († 1236), fille de Geoffrey Fitzpeter, comte d'Essex. De cette union, il eut trois enfants :
1. Humphrey de Bohun († 1275), 2e comte de Hereford, qui épousa Maud de Lusignan ;
2. Maud de Bohun, mariée à Henry d'Oilly de Hook Norton et d'Oxfordshire ;
3. Ralph de Bohun, père de sir Franco de Bohun de Midhurst qui épousa Sybil de Ferrers, fille de Guillaume de Ferrers, 5e comte de Derby.

### Généalogie
Filiation d'Henri de Bohun
| Onfroy I de Bohun  | Onfroy I de Bohun  | Onfroy I de Bohun    | Onfroy I de Bohun    | Onfroy I de Bohun       | Onfroy I de Bohun       |                         |                         | Miles de Gloucester     | Miles de Gloucester     | Miles de Gloucester | Miles de Gloucester | Miles de Gloucester | Miles de Gloucester |                |                |                |                |                |                | David Ier d'Écosse      | David Ier d'Écosse      | David Ier d'Écosse      | David Ier d'Écosse      | David Ier d'Écosse       | David Ier d'Écosse       |                          |                          | Guillaume II de Warenne  | Guillaume II de Warenne  | Guillaume II de Warenne | Guillaume II de Warenne | Guillaume II de Warenne | Guillaume II de Warenne |                       |                       |                      |                      |                      |                      |                      |                      |  |  |  |  |  |  |  |  |  |  |  |  |  |  |  |  |  |  |
| Onfroy I de Bohun  | Onfroy I de Bohun  | Onfroy I de Bohun    | Onfroy I de Bohun    | Onfroy I de Bohun       | Onfroy I de Bohun       |                         |                         | Miles de Gloucester     | Miles de Gloucester     | Miles de Gloucester | Miles de Gloucester | Miles de Gloucester | Miles de Gloucester |                |                |                |                |                |                | David Ier d'Écosse      | David Ier d'Écosse      | David Ier d'Écosse      | David Ier d'Écosse      | David Ier d'Écosse       | David Ier d'Écosse       |                          |                          | Guillaume II de Warenne  | Guillaume II de Warenne  | Guillaume II de Warenne | Guillaume II de Warenne | Guillaume II de Warenne | Guillaume II de Warenne |                       |                       |                      |                      |                      |                      |                      |                      |  |  |  |  |  |  |  |  |  |  |  |  |  |  |  |  |  |  |
| Onfroy II de Bohun | Onfroy II de Bohun | Onfroy II de Bohun   | Onfroy II de Bohun   | Onfroy II de Bohun      | Onfroy II de Bohun      |                         |                         | Marguerite              | Marguerite              | Marguerite          | Marguerite          | Marguerite          | Marguerite          |                |                |                |                |                |                | Henri de Northumberland | Henri de Northumberland | Henri de Northumberland | Henri de Northumberland | Henri de Northumberland  | Henri de Northumberland  |                          |                          | Ada de Warenne           | Ada de Warenne           | Ada de Warenne          | Ada de Warenne          | Ada de Warenne          | Ada de Warenne          |                       |                       |                      |                      |                      |                      |                      |                      |  |  |  |  |  |  |  |  |  |  |  |  |  |  |  |  |  |  |
| Onfroy II de Bohun | Onfroy II de Bohun | Onfroy II de Bohun   | Onfroy II de Bohun   | Onfroy II de Bohun      | Onfroy II de Bohun      |                         |                         | Marguerite              | Marguerite              | Marguerite          | Marguerite          | Marguerite          | Marguerite          |                |                |                |                |                |                | Henri de Northumberland | Henri de Northumberland | Henri de Northumberland | Henri de Northumberland | Henri de Northumberland  | Henri de Northumberland  |                          |                          | Ada de Warenne           | Ada de Warenne           | Ada de Warenne          | Ada de Warenne          | Ada de Warenne          | Ada de Warenne          |                       |                       |                      |                      |                      |                      |                      |                      |  |  |  |  |  |  |  |  |  |  |  |  |  |  |  |  |  |  |
|                    |                    |                      |                      |                         |                         |                         |                         |                         |                         |                     |                     |                     |                     |                |                |                |                |                |                |                         |                         |                         |                         |                          |                          |                          |                          |                          |                          |                         |                         |                         |                         |                       |                       |                      |                      |                      |                      |                      |                      |  |  |  |  |  |  |  |  |  |  |  |  |  |  |  |  |  |  |
|                    |                    |                      |                      | Humphrey (III) de Bohun | Humphrey (III) de Bohun | Humphrey (III) de Bohun | Humphrey (III) de Bohun | Humphrey (III) de Bohun | Humphrey (III) de Bohun |                     |                     |                     |                     |                |                |                |                |                |                |                         |                         |                         |                         | Marguerite de Huntingdon | Marguerite de Huntingdon | Marguerite de Huntingdon | Marguerite de Huntingdon | Marguerite de Huntingdon | Marguerite de Huntingdon |                         |                         |                         |                         |                       |                       | Conan IV de Bretagne | Conan IV de Bretagne | Conan IV de Bretagne | Conan IV de Bretagne | Conan IV de Bretagne | Conan IV de Bretagne |  |  |  |  |  |  |  |  |  |  |  |  |  |  |  |  |  |  |
|                    |                    |                      |                      | Humphrey (III) de Bohun | Humphrey (III) de Bohun | Humphrey (III) de Bohun | Humphrey (III) de Bohun | Humphrey (III) de Bohun | Humphrey (III) de Bohun |                     |                     |                     |                     |                |                |                |                |                |                |                         |                         |                         |                         | Marguerite de Huntingdon | Marguerite de Huntingdon | Marguerite de Huntingdon | Marguerite de Huntingdon | Marguerite de Huntingdon | Marguerite de Huntingdon |                         |                         |                         |                         |                       |                       | Conan IV de Bretagne | Conan IV de Bretagne | Conan IV de Bretagne | Conan IV de Bretagne | Conan IV de Bretagne | Conan IV de Bretagne |  |  |  |  |  |  |  |  |  |  |  |  |  |  |  |  |  |  |
|                    |                    |                      |                      |                         |                         |                         |                         |                         |                         |                     |                     |                     |                     |                |                |                |                |                |                |                         |                         |                         |                         |                          |                          |                          |                          |                          |                          |                         |                         |                         |                         |                       |                       |                      |                      |                      |                      |                      |                      |  |  |  |  |  |  |  |  |  |  |  |  |  |  |  |  |  |  |
|                    |                    |                      |                      |                         |                         |                         |                         |                         |                         |                     |                     |                     |                     |                |                |                |                |                |                |                         |                         |                         |                         |                          |                          |                          |                          |                          |                          |                         |                         |                         |                         |                       |                       |                      |                      |                      |                      |                      |                      |  |  |  |  |  |  |  |  |  |  |  |  |  |  |  |  |  |  |
|                    |                    |                      |                      |                         |                         | Maud de Mandeville      | Maud de Mandeville      | Maud de Mandeville      | Maud de Mandeville      | Maud de Mandeville  | Maud de Mandeville  |                     |                     | Henri de Bohun | Henri de Bohun | Henri de Bohun | Henri de Bohun | Henri de Bohun | Henri de Bohun |                         |                         |                         |                         |                          |                          |                          |                          |                          |                          | Constance de Bretagne   | Constance de Bretagne   | Constance de Bretagne   | Constance de Bretagne   | Constance de Bretagne | Constance de Bretagne |                      |                      |                      |                      |                      |                      |  |  |  |  |  |  |  |  |  |  |  |  |  |  |  |  |  |  |
|                    |                    |                      |                      |                         |                         | Maud de Mandeville      | Maud de Mandeville      | Maud de Mandeville      | Maud de Mandeville      | Maud de Mandeville  | Maud de Mandeville  |                     |                     | Henri de Bohun | Henri de Bohun | Henri de Bohun | Henri de Bohun | Henri de Bohun | Henri de Bohun |                         |                         |                         |                         |                          |                          |                          |                          |                          |                          | Constance de Bretagne   | Constance de Bretagne   | Constance de Bretagne   | Constance de Bretagne   | Constance de Bretagne | Constance de Bretagne |                      |                      |                      |                      |                      |                      |  |  |  |  |  |  |  |  |  |  |  |  |  |  |  |  |  |  |
|                    |                    |                      |                      |                         |                         |                         |                         |                         |                         |                     |                     |                     |                     |                |                |                |                |                |                |                         |                         |                         |                         |                          |                          |                          |                          |                          |                          |                         |                         |                         |                         |                       |                       |                      |                      |                      |                      |                      |                      |  |  |  |  |  |  |  |  |  |  |  |  |  |  |  |  |  |  |
|                    |                    |                      |                      |                         |                         |                         |                         |                         |                         |                     |                     |                     |                     |                |                |                |                |                |                |                         |                         |                         |                         |                          |                          |                          |                          |                          |                          |                         |                         |                         |                         |                       |                       |                      |                      |                      |                      |                      |                      |  |  |  |  |  |  |  |  |  |  |  |  |  |  |  |  |  |  |
|                    |                    | Humphrey IV de Bohun | Humphrey IV de Bohun | Humphrey IV de Bohun    | Humphrey IV de Bohun    | Humphrey IV de Bohun    | Humphrey IV de Bohun    |                         |                         | Maud de Bohun       | Maud de Bohun       | Maud de Bohun       | Maud de Bohun       | Maud de Bohun  | Maud de Bohun  |                |                | Ralph de Bohun | Ralph de Bohun | Ralph de Bohun          | Ralph de Bohun          | Ralph de Bohun          | Ralph de Bohun          |                          |                          |                          |                          |                          |                          |                         |                         |                         |                         |                       |                       |                      |                      |                      |                      |                      |                      |  |  |  |  |  |  |  |  |  |  |  |  |  |  |  |  |  |  |

### Sources
- (en) Cet article est partiellement ou en totalité issu de l’article de Wikipédia en anglais intitulé « Henry de Bohun, 1st Earl of Hereford » (voir la liste des auteurs).
- David Walker, « Bohun, Henry de, first earl of Hereford (c.1175–1220) », Oxford Dictionary of National Biography, Oxford University Press, 2004 ; édition en ligne : janvier 2009.